# Alkohol (1920)
Alkohol ist ein deutsches Filmdrama von 1920.

## Handlung
Hella Swendsen erfährt während eines Faschingstreibens von ihrem Verlobten Erik Elvestaedt, dass dessen Mutter eine Alkoholikerin und sein Vater ein Mörder war. Nach diesem Eingeständnis flüchtet Erik von der Feier. Er begegnet seinem aus der Strafanstalt entflohenen Vater. In Rückblenden wird das Leben des ehemaligen Bankbeamten erzählt, von der ersten jugendlichen Straftat bis zu seinem Mord. Unterdessen ist ein Brand in dem Haus, in dem die Feier stattfindet, ausgebrochen. Eriks Vater rettet Hella, indem er sie zu einem Fenster trägt, dort kann sie sich durch einen Sprung in das Rettungstuch retten. Er will weitere Menschen retten, wobei er selbst verbrennt.

## Hintergrund
Produziert wurde der Film von der Stern-Film GmbH Berlin (Nr. 50). Da ein Teil der Varieté-Aufnahmen unbrauchbar waren, fand ein Nachdreh statt. Laut filmportal.de war dafür als Kameramann Karl Hasselmann zuständig, die German Early Cinema Database schreibt, den Nachdreh als Kameramann hätte Charles Paulus übernommen. Die Bauten entwarf Robert A. Dietrich, die Kostüme Willi Ernst. 
Der Nachdreh war so umfangreich, dass Dupont als Hauptregisseur gelten muss.
Der Film hatte eine Länge von sechs Akten auf 2.185 Metern. Die Polizei Berlin zensierte den Film im Januar 1920 (Nr. 43699) und verlangte umfangreiche Schnitte, so dass der Film am Ende zwar immer noch sechs Akte hatte, aber nur noch eine Länge von 1.763 Meter, ca. 96 Minuten.
Eine erste Voraufführung fand laut Filmportal.de am 30. Dezember 1919 im Marmorhaus Berlin statt, die eigentliche Uraufführung ebenda am 1. Januar 1920, laut GECD jedoch bereits am 31. Dezember 1919.
Die Reichsfilmzensur Berlin belegt ihn mit einem Jugendverbot am 29. November 1920 (Nr. 830).

## Kritik
Die Lichtbildbühne meint, die Regiearbeit Duponts habe „die großen Erwartungen, die man allgemein an die Regie von Alfred Lind knüpfte, [...] nicht nur nicht enttäuscht, sondern im größten Maße erfüllt.“ Sie schreibt zudem, man müsse feststellen, „daß dieser Film das Publikum in jeder Weise befriedigen wird. Die großen Aufnahmen, das sensationelle Variétéprogramm und die packende Handlung tragen dem Geschmack des großen Kinopublikums Rechnung und dadurch wird der Film in allen, auch den kleinsten Theatern sein Publikum befriedigen.“